# منتخب تركيا لكرة القدم للسيدات
منتخب تركيا لكرة القدم يمثل سيدات تركيا في كرة القدم النسائية الدولية. تم تأسيس الفريق في عام 1995، والتنافس في التأهيل لبطولة كأس الأمم الأوروبية للسيدات وتأهل الاتحاد الأوروبي لكأس العالم للسيدات فيفا.

## معرض صور

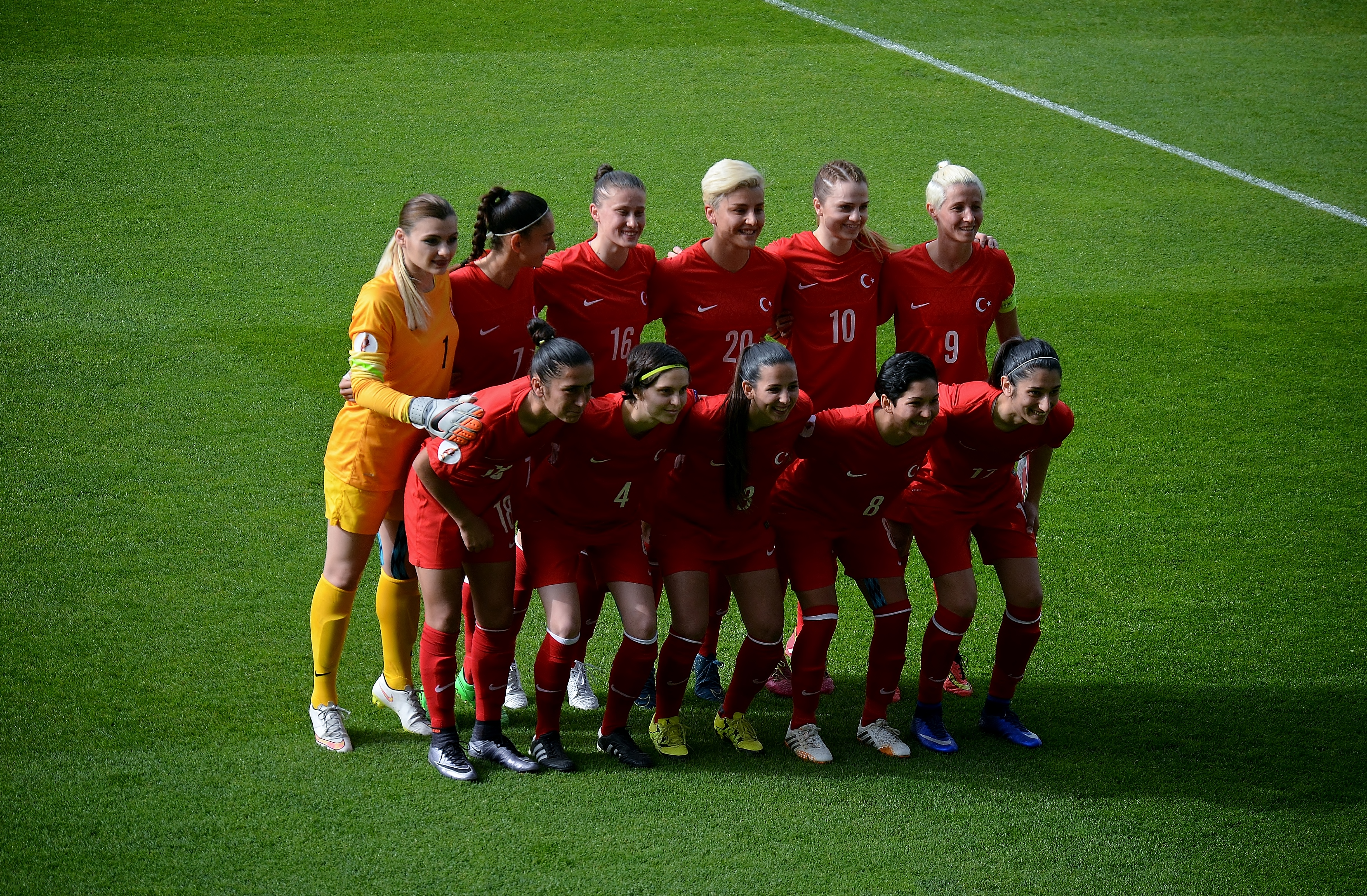
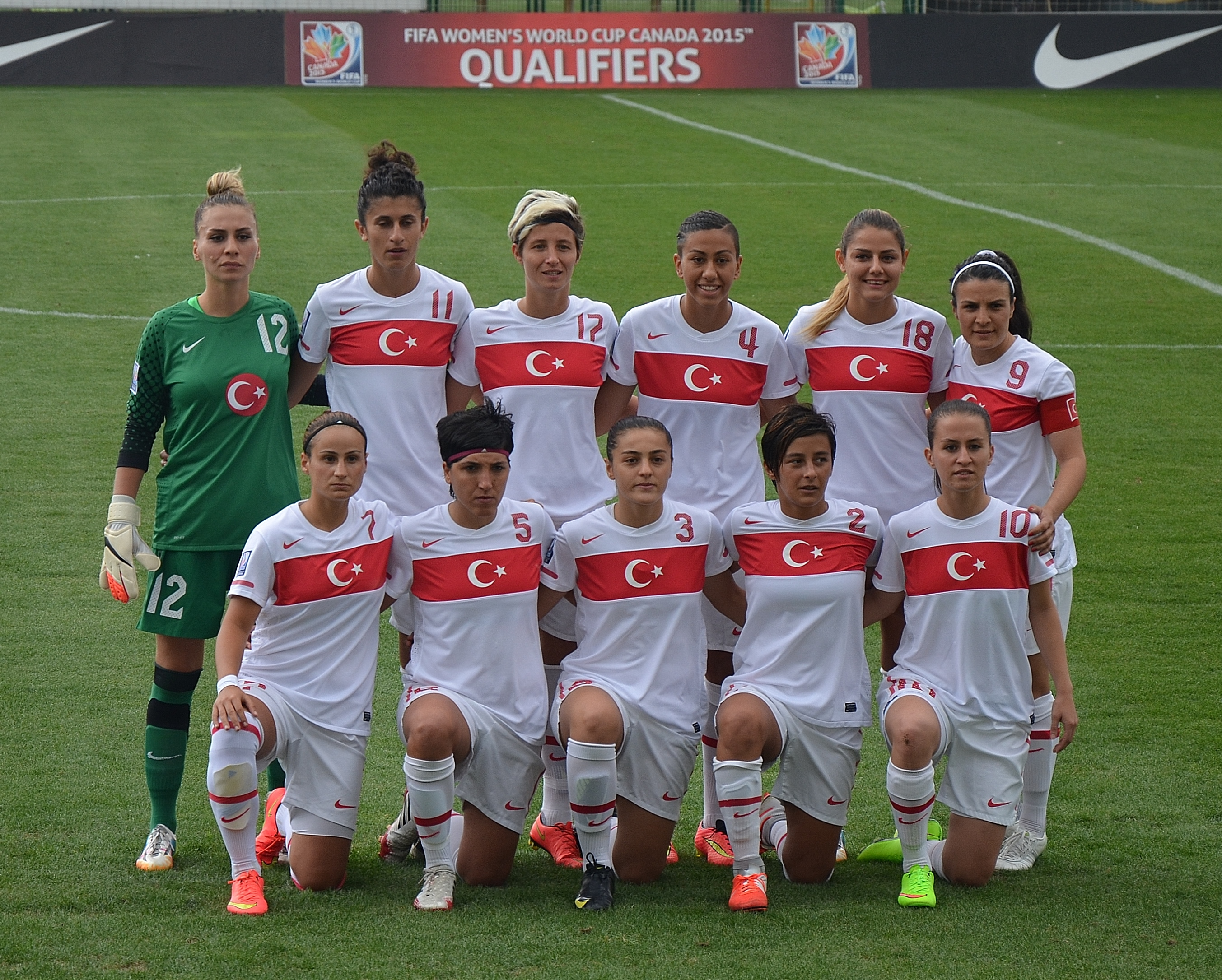
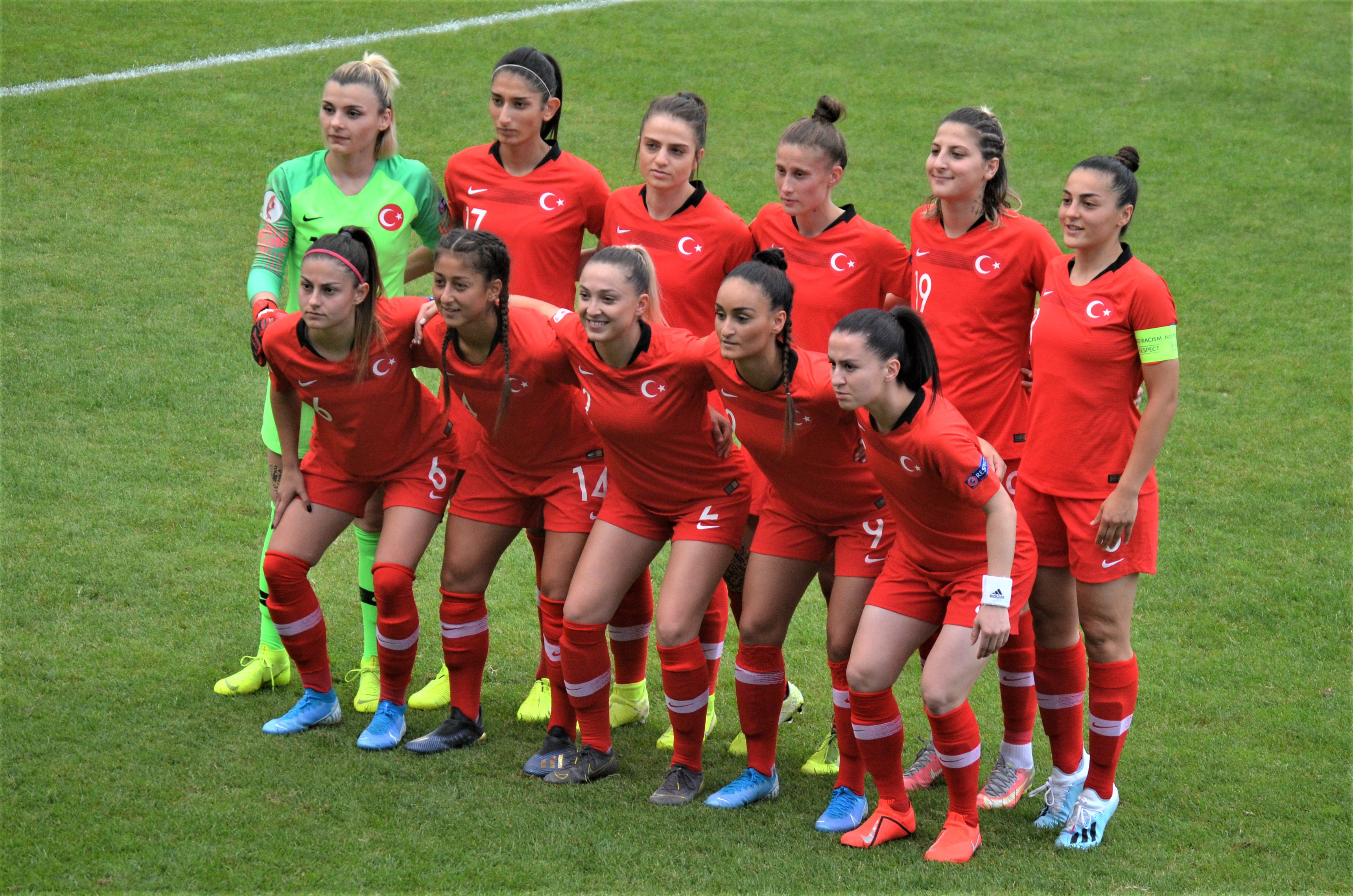
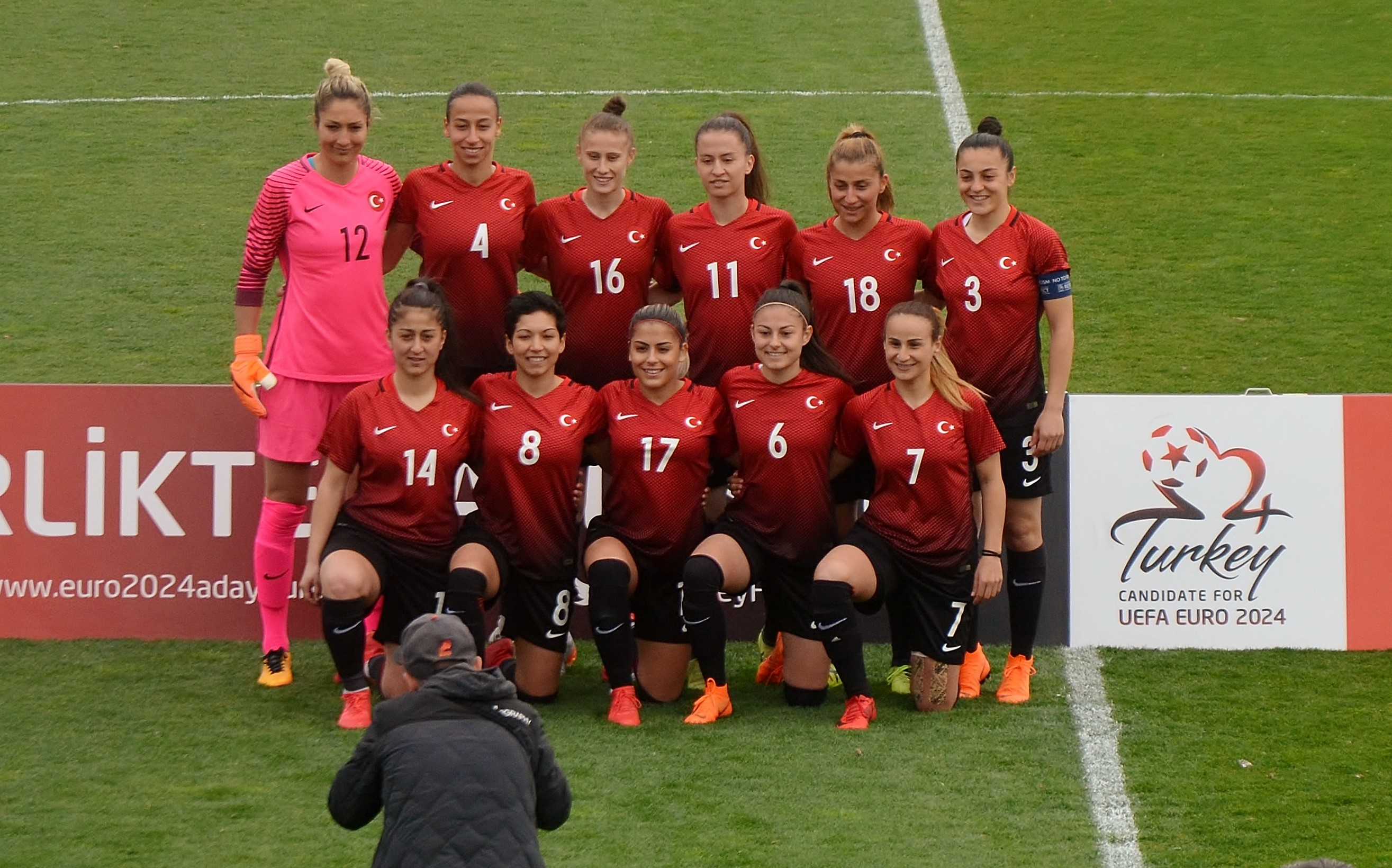